# ローレン・ベットナー
ローレン・ベットナー（英語: Loraine Boettner、1901年3月7日 - 1990年1月3日）は、アメリカ合衆国の神学者、著述家である。
ベットナーはミズーリ州に生まれた。彼はプリンストン神学校からTh.B.（1928年）とTh.M.（1929年）の学位を受け、1933年神学博士、1957年文学博士号を受けた。彼はジョン・グレッサム・メイチェンらが設立した正統長老教会の教会員であった。
8年の間、彼はケンタッキーのカレッジで聖書を教えた。1937年からは米国議会図書館とアメリカ国税庁に務めた。世俗の職場で働きながら、数多くの神学的著作を書き、出版した。その中で最も成功した本は『改革派予定論』The Reformed Doctrine of Predestination 、『ローマ・カトリック』Roman Catholicismである。ベットナーは改革派の立場からローマ・カトリックを批判した。
『カルヴィン主義予定論』はThe Reformed Doctrine of Predestinationの翻訳だが、意訳と抄訳の部分がある。また『不死』（Immortality）が日本語に訳されている。

## 著書
- 『不死-死後の問題の解明』尾山令仁訳　新教出版社
- 『予定論』L.B.ボエトナァ著 後藤光三訳　いのちのことば社　1967年
- 『カルヴィン主義予定論』 L.ボエトナー著 田中剛二訳　長崎書店
- The Reformed Doctrine of Predestination (1932) ISBN 978-0-87552-112-1
- Harmony of the Gospels (1933) (1976) ISBN 978-0-87552-132-9
- A Summary of the Gospels (1934)
- The Inspiration of the Scriptures (1940)
- The Person of Christ (1943)
- Studies in Theology (1947) ISBN 978-0-87552-115-2
- Immortality (1956) ISBN 978-0-87552-146-6

『不死-死後の問題の解明』尾山令仁訳　新教出版社
- The Millennium (1957) revised ed. (1984) ISBN 978-0-87552-128-2
- Roman Catholicism (1962) revised ed. (1966) ISBN 978-0-85151-082-8
- The Mass (1966)
- Divorce (1972) ISBN 978-0-87552-126-8
- The Reformed Faith (1983) ISBN 978-0-87552-122-0
- The Atonement
- The Christian Attitude Towards War (1985) ISBN 978-0-87552-118-3